# モールジーFC
モールジー・フットボールクラブ（Molesey Football Club）はイングランド、サリー州、エルムブリッジ内、モールジーを本拠地とするサッカークラブチームである。2007-2008シーズンはイスミアンリーグ・ディヴィジョン1・サウス（8部相当）に所属。

## タイトル

### 国内タイトル
- なし

### 国際タイトル
- なし